# Brug 1484
Brug 1484 is een bouwkundig kunstwerk in Amsterdam-Zuidoost, wijk Gein, buurt Gein Noordoost.
De brug ligt over een afwateringstocht/sloot die tussen het Vreeswijkpad en het Gerrit van den Boschpad loopt. Ten noorden van die tocht zijn straten en pleinen vernoemd naar plaatsnamen (Vreeswijk, ten zuiden kregen straten en pleinen vernoemingen naar verzetsstrijders (Gerrit van den Bosch, communist, 1911-1944). In 1982 maakte architect Dirk Sterenberg van de Dienst der Publieke Werken het ontwerp voor deze oeververbinding. Het maakte deel uit van een pakket aan bruggen in de wijken Gein III en IV, allemaal van de hand van Sterenberg, zie bijvoorbeeld ook de Jos Gemmekebrug.
De brug steunt op betonnen landhoofden met dito borstweringen. Om de overspanning te dragen zijn vier betonnen brugpijlers neergezet met daarover twee jukken. De overspanning wordt gedragen door houten balken waarover een houten loopdek met split tegen de gladheid. De brug heeft begin 21e eeuw een nieuwe houten overspanning gekregen waarbij de oorspronkelijke dikhouten rood geschilderde leuningen vervangen zijn door een slankere opbouw.
De brug heeft drie doorvaarten, waarvan de middelste 5,25 meter breed is; doorvaart is echter theoretisch; er is in de onderliggende ondiepe sloot geen scheepvaart mogelijk.
1431 · 1432 · 1438 · 1439 · 1444 · 1445 · 1446 · 1447 · 1448 · 1449 ·  1450 · 1451 · 1452 · 1453 · 1454 · 1455 · 1456 · 1457 · 1458 · 1459 · 1461 · 1462 · 1463 · 1464 · 1465 · 1466 · 1471 · 1472 · 1473 · 1477 · 1478 · 1479 · 1482 · 1483 · 1484 · 1485 · 1486 · 1487 · 1488 · 1489 · 1490
Overige brugnummers niet vergeven of gesloopt (gegevens 2022).